# 銀のクルースニク
『銀のクルースニク』（ぎんのクルースニク）は、岩佐あきらこによる日本の漫画作品。吸血コメディ漫画である。『月刊Gファンタジー』（スクウェア・エニックス刊）にて2007年7月号から2009年11月号まで連載された。全6巻。

## あらすじ
一人前のクルスーニク（吸血鬼退治屋詳しくは後述）を目指すキリアン・ナルシェビッチは、師匠のレオンハルトたち個性的な面々と共に広大なスニェグラード帝国を旅し続けていた。だが、一行は知らず知らずにスニェグラードを吸血鬼の天国にしようとする第六天国の陰謀に巻き込まれていく。果たして、キリアンは一人前のクルスーニクになることが出来るだろうか?

## 主な登場人物
キリアン・ナルシェビッチ
この物語の主人公。14歳。愛称は「キリー」。銀髪のツンツン頭（うち右耳のもみ上げのみは青）に眼鏡をかけた元助修士見習い。レオンに強引に弟子にしてほしいと頼み、その後正式に認められ、彼の元で修行中のクルースニク見習い。教会育ちのためかなりの世間知らず。使用武器は魔法剣「プラウダ」。
4歳の頃にスヴァール正教救世主（スパス）派の教会で拾われ、養父イワンと義兄ユーリィと共に助修士見習いとして育つ。当時自分の名前も覚えていなかったため、弟を欲しがっていたユーリィが「キリアン」と名づけた。
クルースニクを目指す理由は、自らにのみ聴こえる声「グリシア」を救うためと証言している。キリー曰くグリシアは小さな子供で、いつも泣いているという。
性格は教会育ちのため、すぐに騙されやすく、純真無垢。基本的にはおバカだが、いざというときは自らを盾に仲間を守るといった行動に出ることもある。運動神経も悪くない。ある程度の白魔法が使える。
レオンハルト・アンティオフ・カロル・フォン・セント＝ジェルジ
この物語のもう一人の主人公。クルースニク。キリーの師匠。名前が長いため、普段は「レオン」と呼ばれている。年齢不詳。使用武器はジャンプソード「アスキ＝カタスキ」。
見た目によらず気弱で優しいヒゲ乙女。一行内ではお母さん的な人（ミレナ曰く「姫」）。しかし戦闘になった際には「なまら」と叫ぶと好戦的な性格に変わる。そのときの彼は普段の彼と区別するため、「アンティ」と呼ばれている。また、傷の治りが異様に早かったりするなど、今のところ謎の多い人。なお、「なまら」は北海道方言で「とても、すごく」を意味する言葉である。
スヴォートニクの里の出身で、実はアレクの双子の弟。一族が持つ力が発現しなかったことなどから一族のなかでは落ちこぼれとして扱われ、差別を受けていた。
一族の始祖であるハルディエルの後継者の一人であり、彼の「力」を受け継ぐ（アンティこそが、ハルディエルの力そのものである）。
熊送りの儀の試練を乗り越え、アレクと意思が一つになったときにハルディエルそのものになるという能力を得る。
ミレナ・ワシレフスカヤ
レオン付きの回収人（サビラーチ）。年齢は18歳。階級は上級中尉。愛称は「ミレナさん」。長い金髪を三つ編みにしている。使用武器はエストック「メーシャツ」と魔導銃「ダジボーグ」。
スヴァール正教騎士団回収人隊所属。資産家の生まれながらその若さで上級中尉の階級を持つ凄腕の少女。普段は冷静沈着だが、18歳にしてオヤジ好きを極めており、現在のターゲットはレオン。スキあらばレオンを襲うセクハラ上司。レオンへの偏った愛が行き過ぎて最近は覇王の名を獲得しつつある。
基本的にヒゲの生えた美中年男が大好きで、若い男は嫌い。AAカップなのが悩み。
アレクセイ・ロマノフ・フォン・セント＝ジェルジ
レオンと同郷のクルースニク。協会（オブ）には加盟していない「ムィーシ」と呼ばれるクルースニクでもある。愛称は「アレク」。右目には眼帯をつけている。見た目は子供だが、年齢不明。おかしな方向へ向かいやすい一行を支えるツッコミ役。武器は槍と弓になるもの（名称不明）。
当初は一人で旅をしていたが、レオンと再会したことで一時的に一行に加わる。レオンの気弱な部分をクルースニクに向いていないと叱咤し、故郷へ帰れと何度か忠告している。レオンを慕うキリーとは仲が悪かったが、2人で高等吸血鬼を倒したことにより、距離が縮まりつつある。ちなみに彼もレオンと同じく治癒能力が高いところを見ると一族共通の体質らしい。
スヴォートニクの里の出身で、実はレオンの双子の兄。現族長でもある。レオンと（外見）年齢に差があるのは、一族の「成人」すると外見の成長が止まるという特性のため。アレクは13歳、レオンは35歳で「成人」した。（二人の実年齢は、85歳である）
一族の始祖であるハルディエルの後継者の一人であり、彼の「力の制御」を受け継ぐ。熊送りの儀の試練を乗り越え、レオンと意思が一つになったときにハルディエルそのものになるという能力を得る。
ラースロー・ニコラエ・バルチェスク
吟遊詩人としている美青年。その歌で女性を魅了してはその女性を食べているという人。愛称は「ラス」。
腕前と歌唱力は文句なしだが、歌詞の方は少々問題がある。キリーたちの旅に強引に加わるが、本人に戦闘力はまったくなく、基本的に役立たず。逃げ足だけは速い。
その正体は狼系統の吸血鬼（プルーテニク）で、組織「第六天国（シストーイ・ラーイ）」の幹部の一人。命令によりキリー達と行動している。同士の一人、ヨシュアとは親しい。普段は隠しているが狼の耳としっぽを持っており、遠吠えで同じ狼系統の吸血鬼を呼び寄せることもできる。また狼にも変身できる（狼の姿が本来の姿の可能性もある）。
アナスタシア・カンテミール
レオン、アレクと同郷（スヴォートニクの里出身）の女性クルースニク。レオンとアレクとは従姉妹関係にあり、レオンの初恋の女性でもある。愛称は「アナ」と「アナたん」（キリー限定）。Eカップ。
数年ほど前に故郷を飛び出し、現在はラースローと同じく「第六天国」の一人。彼女自身も初恋はレオンであるが、アレクの右目が失われてから気弱になってしまったレオンに嫌気をさし、実家を飛び出した。好みの男性は自分より強い男。故郷では「熊殺しのアナ」と呼ばれていた漢前（レオンはそんな彼女に惹かれたらしい）。武器は大きな斧だが体術にも長けている。しかし手加減というものを知らない怪力の持ち主。

### 第六天国（シストーイ・ラーイ）
エフゲニー・ラスプーチン
第六天国の司祭。今のところ謎が多く、顔も明らかにされていない。目的のため、キリーをクルースニクとして鍛え上げようとしており、キリーにしか聴こえない声、「グリシア」についても知っているらしい。
アナスタシア・カンテミール
ラースロー・ニコラエ・バルチェスク
上記2人は前述を参照。
ヨシュア・クーリック
ラースローと親しい人物。20歳。黒鳥系吸血鬼のアルビノ。蔡と並んで幹部の常識人。第六天国の関係者以前からラースローとは親しいようだが、詳細は不明。虚弱体質ながら、自分の一族を全て滅ぼしたという過去を持つ。
クラウディオ・ロッシ
前作『阿佐ヶ谷Zippy』にも登場した錬金術師で、姿は500年前のもの。39歳。詳細は不明。
鷹宮那熾（たかみやなおき）
大鷹系吸血鬼。24歳。刀は沙月丸という名の弟で意志を持っている。ものすごいブラコンで弟に甘いが、沙月丸以外の弟にも萌えるという基本的に弟キャラ大好きな人。
沙月丸
那熾の弟で、刀の姿をしている。ブラコン兄を手玉に取る小悪魔な性格をしている。刀の姿をしているが食べ物に突き刺せば食べることができるらしい。
ジャスティン・グリーンウェル
ラースローと仲の悪い「キメラ型」と呼ばれる吸血鬼。25歳。普段は「Ж（ジェイ）」と呼ばれている。混血ゆえか電波系な性格をしており、言動は少々支離滅裂。ベリエッタという意志を持った兎のぬいぐるみと行動している。その生まれから母親からも忌み嫌われたため、家出の際に殺害。その罪を司祭に気に入られたらしい。自分を受け入れてくれた司祭を慕っている。
ベリエッタ
Жの相棒であるぬいぐるみ。兎のようだが顔は少々怖い。愛称は「ベタ子」。ぬいぐるみなのにバイクなどに変形でき、体の中から明らかに質量などを無視した撲殺用の冷凍マグロを取り出したりできる。性格は多少Жと似る部分もあるがЖよりはまともで、言動が支離滅裂なЖに鋭いツッコミを入れ、時には行動を諌める。
蔡元仙（ツァイ・ユン・シン）
目を隠した水龍系吸血鬼。28歳。いまいちまとまりのないメンバーを支える苦労人。ある程度魔法を使うことができる。

### その他の登場人物

#### 救世主教会
ユーリィ・ナルシェビッチ
キリーの義兄。イワン・ナルシェビッチの養子。17歳。赤ん坊の頃に両親を亡くし、イワンの養子として教会で育つ。10年前、教会にやってきたキリーに名前をつけたのもユーリィで、以来本当の兄弟のように一緒に育ってきた。教会育ちのため真面目だが、隠れてワインを飲んでいるなどちょっと不良なところがある。
クルースニクを目指し始めたキリーとは何かと言い合うことも多かったが、それはキリーを大事に思っているからこそだった。教会の宝剣を持ち出して家出したキリーを庇い、キリーの夢を叶えて欲しいとレオンに託す。
イワン・ナルシェビッチ
キリーとユーリィを拾い、育てた老神父。帝都きっての清流派で、他宗派の聖職者達からも尊敬されている人物だが、本人曰く「ただの少数宗派の隠居ジジイ」とのこと。皇帝陛下からも信頼厚く、イリアの教育係も務めている。普段から穏やかな空気を纏っており、同じく穏やかなレオンと並ぶとあまりの和みように凡人は入っていけない空間となった。
いかなる時もキリーやユーリィを頭ごなしに怒ったりせず、それぞれの意志を尊重し、常に2人を温かく見守る。

#### 皇室関係者
ドミトリー・マルシャーク
皇帝軍精鋭部隊リアパールト隊隊長。皇帝を初め、皇族の護衛も務めるなど、現在皇帝が最も信頼している武人。アダ名は「マルちゃん」。
身長198cm、血液型はO型、8月28日生まれの乙女座。38歳。家族構成は妻と幼い娘2人と父母と同居。実家で犬を2匹飼っており、うち1匹は見合い相手を募集中。好きな食べ物は焼きビーフンと苺、好きな運動はスクワットと腹筋。皇帝とは友人の間柄。ヒゲ親父大好きなミレナは当然チェック済みである。
軍でも3本の指に入るほどの実力の持ち主であり、軍に入隊したレオニードの世話も任されている。性格はいたって気さくで部下からも慕われている。しかし戦闘時には大剣を振りかざし、アレクと同じ隻眼ながら飛行系吸血鬼である那熾とも渡り合えるほどにまで戦う。
アセン三世
現在スニェグラードを統治する皇帝で、レオニードとイリアの父。本名は「シドニウス・セロフ・アセン」。マルシャークとは友人の間柄。
公の場では猫かぶりをしているらしく、本質は接しやすい好人物。ジャージで政務を執っていることをいつもマルシャークから注意されており、間違ったノリツッコミをする。ちなみにマルシャークの顔にある傷は、昔彼が傷のかさぶたを剥がしたせいで残ってしまったものらしい。
レオニード
第二皇子でありながら、リアパールト隊副隊長を務める青年。帝位継承権第2位。親の七光りでは副隊長は務まらないため、実力はかなりのものと思われる。
イリア
レオニードの弟で、キリーと同じ14歳。イワンから神学について教わっている。イワンからキリーの話を聞いて、同い年ながら世界を旅するキリーを羨んでいる。おっとりした外見とは裏腹に那熾襲来の時にはマルシャークを身を挺してかばうなど、芯は強い。

#### その他
バーバ＝ヤガー
いわゆる「人食いババァ」と呼ばれる森に住む魔女。一応人間だが、怒らせると吸血鬼並に厄介。キリー達が出会ったバーバ・ヤガーは一見クリオネみたいな格好をした女性だったが、キリーを食べようとした時もやっぱりクリオネのように頭から触手を出してきた。
若い男が好みで手下の魔ミジンコに捕まえさせたラースローを食べようとしたが、美中年大好きのミレナと熱く語り合った結果、中年も食べてみることにすると決めたらしい。ちなみに逆らわずにいたら美味しく踊り食いしてくれるらしい。
魔ミジンコ
バーバ・ヤガーに生み出された偉大な魔物（自称）。名前の語呂が悪いと即座にツッコまれた。みじみじと鳴き声をあげている。吸血鬼みたいに血を吸うなどという野蛮なことはせず、溶解液を注入し、溶けた中身を味わう平和的な魔物らしい（それでも恐ろしいが）。
シャックス
ソロモン72柱の魔王。前作から再び登場し、不運ながらまたも鍋から出てくるという同じ状況で登場した。一度目はキリー達の鍋から登場したが逃亡し、今度は第六天国の幹部達の前に登場した。その後幹部達の腹いせにより食べられたらしく、魔界でシャックスの姿を見たものがいないという。ちなみに前作と今作で微妙に衣装が変わっている。
ハルディエル・スボォートニク・フォン・セント＝ジェルジ
スヴォートニクの里の始祖。キメラ型吸血鬼（プルーテニク）の一種であるフラガラッハ種と人間のハーフ。熊送りの儀式の際、自分の後継者であるレオンと
アレクに試練を与えるべく降臨した。
試練で瀕死の重傷を負い左腕を失ったレオンを救い、自分の後継者であるアレクとレオンを見守るためレオンの左腕にその意思を宿す。

## 用語

### 職業
クルースニク
この作品においては吸血鬼を専門に狩る賞金稼ぎのこと。クルースニクの項目も参照。自称クルースニクから有名クルースニクまで多数存在し、正確な数は不明。毎月累計獲得賞金が多い方から100名までが発表される。そのうち30位までのクルースニクには正教騎士団から回収人が派遣される。
クルースニクには大きく分けて2種類存在し、レオンのように協会に登録している者は登録クルースニク、アレクのように協会に登録していない者は独立系クルースニクと呼ばれている。独立系にも「自称」は多いが、中には能力の高い者も存在する。
元々は、吸血鬼（プルーテニク）と人間のハーフを指す言葉。作中では、ヨシュアやハルディエルがそれに当たる。
ムィーシ
独立系クルースニクの中でも、ネズミのように素早く小さな体を生かし、高等吸血鬼を狩るクルースニクのこと。番付発表はされないが、載れば5位には入ると言われている。アレクはこのムィーシと呼ばれている。
回収人（サビラーチ）
登録クルースニクのうち、累計獲得賞金が30位までのクルースニクに正教騎士団から派遣される者のこと。クルースニクは吸血鬼を狩った際、魂の回収を行うために吸血鬼の生首を持って協会に持っていくが、回収人がいればその必要はなくなる。ただし数が少ないので、30位までと規則で決められている。軍人みたいなものなのか、階級が定められており、ミレナは上級中尉。

### 施設
協会（オプシチナ）
クルースニクの互助組織。元々は酒場などでクルースニクが情報交換していたものを組織化したもので、現在は吸血鬼の魂の回収、賞金の査定、情報提供など、クルースニクの仕事に関わる全ての業務を行う組織である。
協会に加盟すると名簿に登録され、治療や宿泊などの支援を受けることが可能となる。独立系でも魂の回収と査定は利用が可能である。

### 武器
魔法剣「プラウダ」
キリーの持つ長剣。救世主教会の宝剣で、持ち出すことは禁じられているが、イワンの許しを得てキリーの武器となる。魔法剣なのでこれを媒介に魔法を使うと、通常よりも威力が上がる。
ジャンプソード「アスキ＝カタスキ」
レオンの持つ剣。一見すると鞭にも見えるが、鞭に見える部分全てが刀身。自在に曲がる刃は千本の大剣にも匹敵する。普段はベルトに刃を収納してぶら下がっている。また自在に曲がるのでロープ代わりになったりもする。
エストック「メーシャツ」
魔導銃「ダジボーグ」
共にミレナの持つ武器。近距離にメーシャツ、中・遠距離にダジボーグと使い分けて使用している。ダジボーグは吸血鬼の魂の回収も行える。